# All'ombra del delitto
All'ombra del delitto (La Rupture) è un film del 1970 diretto da Claude Chabrol.

## Trama
Brutalizzata dal marito Charles, un tossicomane che, in un impeto di rabbia ha colpito e ferito il loro bambino, Hélène decide di divorziare portando via con sé il piccolo Michel. Ma il suocero, un uomo ricco e potente che incolpa Hélène di essere lei la causa dei problemi di Charles, è deciso a vincere la causa per la custodia del nipote. Mentre il bambino si trova in ospedale, Hélène prende in affitto una stanza in una casa vicina. Il suocero, allora, assume Paul, un conoscente, per gettare discredito sulla nuora. Paul, che ha sempre bisogno di denaro, accetta e, insieme a Sonia, la sua amante, progetta di rovinare la reputazione e la vita di Hélène.

## Produzione
Il film fu una co-produzione franco-italo-belga, prodotto da Ciné Vog Films, Euro International Film (EIA) e Les Films de la Boétie, una società fondata negli anni sessanta da André Génovès, produttore di numerosi film di Chabrol.
Il film venne girato a Bruxelles e a Parigi.

## Distribuzione
In Francia, venne distribuito dalla Gaumont che lo fece uscire in sala il 26 agosto 1970. Nel 1971, il film fu distribuito in Svezia (13 aprile), Danimarca (29 ottobre) e Finlandia dalla ABC-Kinot il 19 novembre. Nel 1972, uscì nel Regno Unito. Fu trasmesso per la prima volta in tv il 17 gennaio 1972 in Germania Ovest. Il 4 ottobre 1973, fu presentato al New York Film Festival e il 25 novembre 1997 al Festival internazionale del cinema di Salonicco.